# Bataille de la forteresse de Tumu

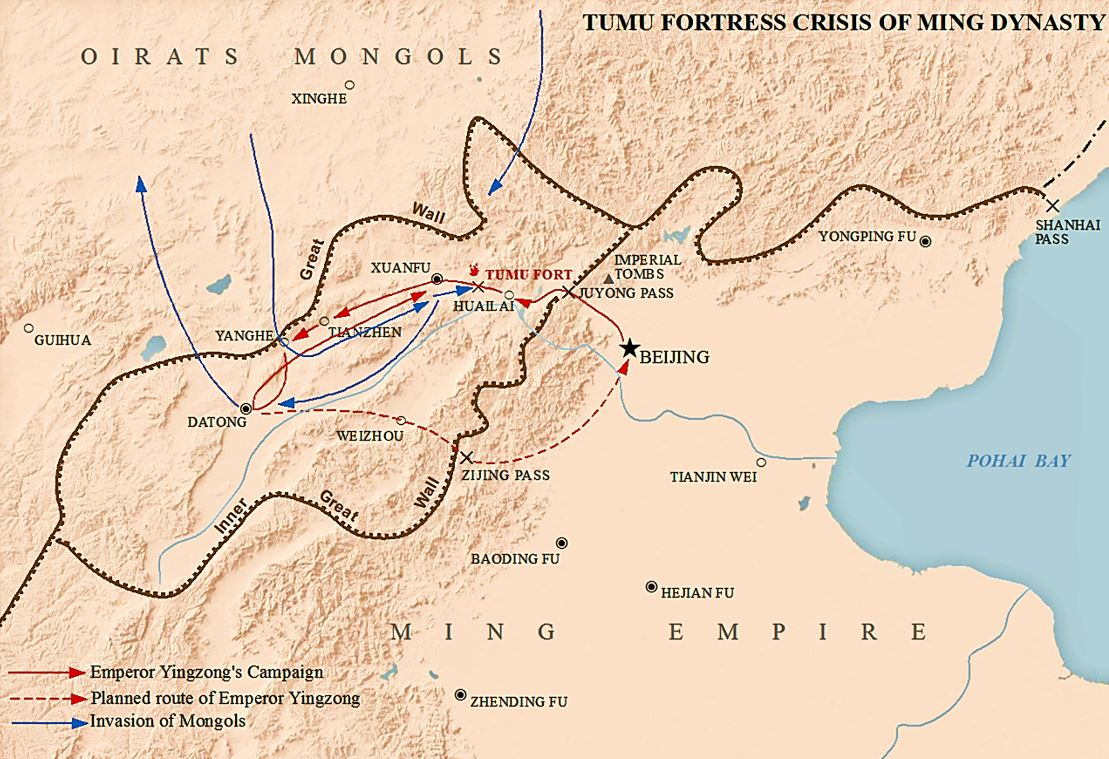
Crise de la forteresse de Tumu de la dynastie Ming représentée sous forme d'un croquis légendé

La crise de Tumu atteint son paroxysme le 8 septembre 1449 avec la capture de l'empereur Ming Yingzhong par les Mongols. 
Esen Taidji, khan des Oïrats, s’étant vu refuser la main d’une infante chinoise, ravage la frontière du Shanxi et du Hebei. L'empereur Ming Yingzhong marche contre lui mais son armée est détruite à Xuanhua. L'empereur est fait prisonnier le 8 septembre. Les Oïrats campent devant Pékin. 
La débâcle de Tumu affaiblit la cour, dont une bonne partie des membres est morte au champ de bataille, et provoque une crise politique : Il est question de déplacer la capitale vers le sud. Le parti des patriotes l'emporte et la cour reste à Pékin. Le 22 septembre, le frère de l'empereur Jingtai assure l'intérim. Yésen finit par relâcher l’empereur Ming Yingzhong en 1450, mais il est placé en résidence surveillée par son frère. Yésen fait la paix avec la Chine en 1453 et Ming Yingzhong reprend son trône en 1457 à la faveur d'un coup d'État.